# أحلام رابح (مسلسل)
أحلام رابح هو مسلسل سعودي أنتج وعرض في 2009.

## القصة
رابح وهو شاب يحلم بالنجومية من خلال التلحين لفنانين مشهورين يعيش في منفوحة وهي حي من أحياء مدينة الرياض وتوجد بها جميع الجنسيات وكان رابح يعمل مع عصابة الحي التي تسرق اسطوانات الغاز.

## البطولة
- فايز المالكي بدور رابح
- فخرية خميس بدوم أم رابح
- مشعل المطيري بدور سيف
- سناء إبراهيم بدور نجلاء
- يحيى الغماري بدور صاحب البقالة
- عوض عبد الله بدور حميد

## قنوات العرض
عرض على * إم بي سي بلاس دراما المشفرة في ديسمبر 2009
وعلى * إم‌ بي‌ سي 1 المفتوحة في 2010